# Acalypha mutisii
Acalypha mutisii är en törelväxtart som beskrevs av Cardiel. Acalypha mutisii ingår i släktet akalyfor, och familjen törelväxter. Inga underarter finns listade i Catalogue of Life.